# Dorstenia lanei
Dorstenia lanei là một loài thực vật có hoa trong họ Moraceae. Loài này được R.A.Howard & W.R.Briggs mô tả khoa học đầu tiên năm 1953.